# DR2
DR2 (DR To) – duński kanał telewizyjny, stanowiący jedną z anten publicznego nadawcy DR. Powstał w 1996 roku jako stacja adresowana do bardziej wymagającej i wysublimowanej publiczności niż DR1. W skład ramówki wchodzą m.in. bardziej niszowe formy komediowe, programy publicystyczne dla widzów szczególnie zainteresowanych bieżącymi wydarzeniami, a także filmy dokumentalne, fabularne i seriale. Kanał emituje również liczne pozycje obcojęzyczne (w wersji z duńskimi napisami), przede wszystkim z krajów anglojęzycznych (głównie brytyjskie, ale także amerykańskie czy australijskie). Od 2013 stacja nadaje serwisy informacyjne o każdej pełnej godzinie.

## Dostępność
Stacja dostępna jest głównie w Danii, gdzie można ją oglądać w cyfrowym przekazie naziemnym (ze względów technicznych dostępnym też na części terytorium Szwecji i Niemiec), w sieciach kablowych oraz w internecie. Transmisja satelitarna jest kodowana i mogą z niej korzystać tylko abonenci skandynawskich platform cyfrowych.